# Letana bilobata
Letana bilobata är en insektsart som beskrevs av Sigfrid Ingrisch 1990. Letana bilobata ingår i släktet Letana och familjen vårtbitare. Inga underarter finns listade i Catalogue of Life.